# Anthrax putealis
Anthrax putealis är en tvåvingeart som beskrevs av Matsumura 1905. Anthrax putealis ingår i släktet Anthrax och familjen svävflugor. Inga underarter finns listade i Catalogue of Life.